# Chartrené

Chartrené este o comună în departamentul Maine-et-Loire, Franța. În 2009 avea o populație de 55 de locuitori.